# Subordinationism
Subordinationism är en doktrin i kristen teologi som förklarar att Gud Sonen och Gud Den Helige Ande är underställda Gud Fadern, vilket innebär en hierarkisk syn på Treenigheten. Subordinationismen förväxlas ibland felaktigt med arianismen. Medan Arius och hans anhängare med all säkerhet var subordinationister, gick arianerna också längre genom att hävda att det fanns en tid då Kristus inte existerade (ex nihilo).
Inom många kristna teologiska kretsar behandlas subordinationismen som kätteri. I andra kretsar (mestadels ortodoxa) ses subordinationismen som en biblisk medelväg mellan ytterligheterna i modalism och unitarism (Kristologin har gett upphov till många heta tvister och senare delningar av kristendomen sedan det första århundradet e.Kr.).
Origenes (cirka 185-254) var en bibeltolkare, teolog och kyrkofader som betonade Sonens subordination under Fadern. 